# 李中敏
李中敏，字藏之，隴西人。唐憲宗元和年間，考中了進士。性格剛正嚴峻、敢於諫言。與杜牧、李甘關係很好，其文辭氣節大抵相上下。

## 生平
沈傳師任江西觀察使的時候，任命李中敏爲判官，入朝任侍御史。當時鄭注專權，誣逐宰相宋申錫，人們都側目而畏懼他。大和六年，發生大旱災，文宗感到擔憂，下詔詢問能招來雨水的方法。當時任司門員外郎的李中敏上奏說：「雨不時降，夏陽驕愆，苗欲槁枯，陛下憂勤，降德音，俾下得盡言。臣聞昔東海誤殺一孝婦，大旱三年。臣頃為御史台推囚，華封儒殺良家子三人，陛下赦封儒死。然三人者，亦陛下赤子也。神策士李秀殺平民，法當死，以禁衞，刑止流。宋申錫位宰相，生平饋致一不受，其道勁正，姦人忌之，陷不測之辜，獄不參驗，銜恨而沒，天下士皆指目鄭注。臣知數冤必列訴上帝，天之降災，殆有由然。漢武帝國用空竭，桑弘羊興筦榷之利，然卜式請亨以致雨。況申錫之枉，天下知之，何惜斬一注以快忠臣之魂，則天且雨矣。」意指宰相宋申錫為人剛正不阿，遭到奸人忌之，因而被誣陷下獄而死，實在太冤枉了。天下的人都知道是奸詐的鄭注所為，李中敏認為宋申錫一定會秉告上天，可能這就是導致大旱的原因。今天能下雨的方法，莫過於誅殺鄭注，以洗刷宋申錫的冤屈，撫慰忠臣的靈魂。然而文宗並沒有採納李中敏的論點，李中敏因而以病告歸家鄉登封潁陽。
後來鄭注被殺，李中敏又被任命為司勳員外郎，並逐步升遷爲諫議大夫，擔任理匭使，據舊例，投匭進狀人先以副本呈匭使，開成三年（838年），李中敏認為這種作法並不能廣開言路，上曰：「據舊例，投匭進狀人先以副本呈匭使，或詭異難行者，不令進入。臣檢尋文案，不見本敕，所由但雲貞元奉宣，恐是一時之事。臣以為本置匭函，每日從內將出，日暮進入，意在使冤濫無告有司不為申理者，或論時政，或陳利害；宜開其必達之路，所以廣聰明而慮幽枉也。若令有司先見，裁其可否，即非重密其事，俾壅塞自伸於九重之意。臣伏請今後所有進狀及封事，臣但為引進，取舍可否，斷自中旨。庶使名實在茲，以明置匭之本。」皇帝採納李中敏這一建議。不久遷任李中敏為給事中。
有一次，大宦官仇士良，請開府蔭封他的兒子職位，時任給事中的李中敏說：「內謁者監怎麼會有兒子呢？」使仇士良羞愧又憤恨。李中敏也因此再度棄官而去。
開成末年，李中敏又分別任婺州、杭州的刺史，並卒於任官期間。

## 親屬成員
父：李嬰

## 相關詩作
杜牧作《李給事中敏二首》、《哭李給事中敏》。

## 延伸阅读
[在维基数据编辑]
 在维基文库阅读此作者作品
 《舊唐書·卷171》，出自刘昫《舊唐書》
 《新唐書·卷118》，出自《新唐書》